# Giovanni Guccia
Giovanni Battista Guccia (* 21. Oktober 1855 in Palermo; † 29. Oktober 1914 ebenda) war ein italienischer Mathematiker. Er war 1884 Gründer des Circolo Matematico di Palermo.

## Leben
Guccia stammte aus wohlhabender sizilianischer Familie und erhielt eine gute Ausbildung. Er studierte Mathematik an der Universität Palermo und danach bei Luigi Cremona an der Universität Rom, an der er 1880 promovierte mit einer Dissertation über algebraische Flächen. Danach kehrte er nach Palermo zurück, wo er 1889 Professor für Geometrie wurde. 1884 gründete er dort den Circolo Matematico di Palermo, der unter seiner Leitung europäische Bedeutung erlangte. Die Finanzierung übernahm Guccia selbst und war Herausgeber von deren Zeitschrift Rendiconti del Circolo Matematico di Palermo.
Er befasste sich mit Cremona-Transformationen und Klassifikation und projektive Eigenschaften algebraischer Kurven.
Im Jahr 1906 wurde er zum Mitglied der Leopoldina gewählt.